# NGC 6693
NGC 6693 је ознака објекта на координатама са ректансцензијом 18h 41m 32,0s и деклинацијом + 36° 54" 54'. Открио га је Алберт Март, 3. августа 1864. Каснијим посматрањима на том положају није уочен никакав астрономски објекат.